# Pietro Napoli Signorelli
Pietro Napoli Signorelli (Napoli, 28 settembre 1731 – Napoli, 1º aprile 1815) è stato un saggista, storiografo e scrittore italiano.

## Biografia
Signorelli nacque e crebbe a Napoli, figlio di Nicoletta Signorelli e del notaio Angelo Antonio de Napoli. Intraprese studi di giurisprudenza secondo il volere del padre notaio, li portò a compimento e svolse per qualche tempo la professione di avvocato. Nel periodo universitario ebbe modo di seguire le lezioni del celebre illuminista partenopeo Antonio Genovesi, le cui idee lo influenzarono notevolmente, come testimonia la sua prima opera, Degli affetti umani - un « trattato morale esposto ai giovani » che fu stampato a Napoli nel 1754. Parallelamente, Signorelli andò sviluppando interesse verso il teatro, cimentandosi inoltre nella composizione di commedie, andate tuttavia perdute.
Nel 1765, morto il padre, si trasferì a Madrid, dove rimase quasi vent'anni, affascinato da una « gran nazione », dedito allo studio della storia e delle umane lettere. In Spagna entrò a far parte di un gruppo di letterati autoctoni decisi a rinnovare la letteratura spagnola - con una particolare attenzione al teatro -, secondo i precetti illuministici. Tale gruppo di letterati, tra cui possono citarsi Nicolas Fernández de Moratín, suo figlio Leandro, Tomás de Iriarte, Ignacio Ayala e José Cadalso, faceva capo alle riunioni della Tertulia literaria de la fonda de San Sebastián. In opposizione alla tradizione iberica del secolo precedente e al gusto popolareggiante, si ispirava ai francesi della tragédie classique (cioè Corneille e Racine), a Molière e a Voltaire, autore che sarà sempre centrale nella riflessione storica e letteraria di Napoli Signorelli.
Durante la permanenza a Madrid, Signorelli scrisse due delle sue opere più importanti, definendo la propria inclinazione per la storia della letteratura e della cultura: nel 1777 vede la luce la Storia de' teatri antichi e moderni, mentre tra il 1784 e il 1786 vengono pubblicate le Vicende della coltura nelle due Sicilie, già ultimate prima dell'ottobre del 1782.
La filosofia su cui si reggono queste due opere è il voltairismo moderato. Nella prima, si enuncia del teatro la funzione morale; con il trionfo della ragione vengono eliminate « le passioni smoderate ». L'opera teatrale, pur non tralasciando la varietà e la piacevolezza, deve essere governata dall'armonia e dalla verosimiglianza, proponendo fatti e argomenti che abbiano un valore universale. Il Napoli Signorelli indaga la storia del teatro con una prospettiva molto ampia, analizzando gli autori greci e, tra i moderni, tutti quelli appartenenti alle maggiori letterature europee. La Storia mette in luce il perfezionamento del genere all'interno dei singoli popoli, secondo una concezione del progresso non estranea alle lezioni di Vico e Cesarotti.
Anche la Vicenda della coltura nelle due Sicilie risente dell'insegnamento voltairiano, e concepisce la storia come insieme delle vicende della « coltura », dei filosofi e dei principi illuminati. « Borbonico di cuore, liberale per isbaglio d'una corte accecata dall'odio che portava alla libertà », secondo il giudizio di Manzoni, Signorelli vi condanna l'anarchia popolare e la ribellione di Masaniello. Lo scrittore mantenne in effetti sempre una certa distanza dalle ideologie rivoluzionarie, nonostante Carlo III prima, e Ferdinando IV poi (1799) lo mandassero in esilio. Pur avendo ricoperto delle cariche nella Rivoluzione napoletana del 1799, la valutò con molta severità, tradendo di fatto una maggior vicinanza alla politica illuminata e riformatrice dei due sovrani che lo esiliarono.
Partito da Napoli, visse a Milano tra il 1800 e il 1804, insegnando « poesia rappresentativa » al Liceo di Brera e lavorando, come « direttore di declamazione », presso l'Accademia del Teatro Patriottico. Negli Elementi di poesia drammatica (1801) si occupò nuovamente del teatro, visto come unico strumento capace di educare la società, in quanto riesce ad unire l'utilità al diletto, secondo un concetto tipicamente razionalistico e sensistico, vicino alla sensibilità neoclassica. Signorelli rientrò infine nella città natale, dove visse serenamente gli ultimi anni, morendovi il 1º aprile 1815. Postumi apparvero due scritti, Sulla satira antica e moderna e Ricerche sul sistema melodrammatico.

## Opere
- Degli affetti umani, Napoli, Cirillo, 1754.
- Satire, Genova, Stamperia Gesiniana, 1774.
- Faustina, Lucca, 1778.
- L'eroismo fra i nemici (commedia inedita, rappresentata nel 1780).
- La storia critica de' teatri antichi e moderni, Napoli, Stamperia Simoniana 1777, rielaborata in una seconda edizione.
- Vicende della coltura nelle Due Sicilie, vol. 5, Napoli, Vincenzo Flauto, 1786.
- Vicende della coltura nelle due Sicilie, 1784-1786: vol.1 (1784); vol.2 (1784); vol.3 (1784); vol. 4 (1785); vol.5 (1786)
  - 2ª ed. in 8 voll., Napoli, Vincenzo Orsini, 1810-1811: 1° vol (1810); vol.2 (1810); vol.3 (1810); vol.4 (1810); vol.5 (1811); vol.6 (1811); vol.7 (1811); vol.8 (1811); Note tumultuarie (1821).
- Elementi di poesia drammatica, Milano, 1801.
- Del gusto, Milano, Galeazzi, ripubblicato con leggere modifiche a Napoli per Vincenzo Orsini nel 1807, rinominato Del gusto e del Bello.
- Delle migliori tragedie greche e francesi. Traduzioni ed analisi comparative, Milano, Stamperia e fonderia al Genio, 3 voll., 1804-1805.
- Sulla satira antica e moderna (in Atti della Società Pontaniana, III, 1819).
- Ricerche sul sistema melodrammatico (in Atti della Società Pontaniana, IV, 1847).